# Ercole Procaccini il Giovane
Ercole Procaccini il Giovane (Milano, 6 agosto 1605 – 2 marzo 1680) è stato un pittore italiano del periodo barocco.

## Biografia
Nato da una famiglia di pittori attiva nel milanese, inizialmente lavorò presso il padre, il pittore Carlo Antonio Procaccini. Nel 1621 fu coinvolto nella prima sessione della Accademia Ambrosiana. Suo zio Camillo e Giulio Cesare Procaccini, erano anche loro pittori. Suo nonno era Ercole Procaccini il Vecchio.
Nel 1633 si sposa con Anna Maria Taveggia con la quale ebbe undici figli.
Ha dipinto una pala d'altare della Assunzione della Vergine per la chiesa di Santa Maria Maggiore a Bergamo.
Studiò presso suo zio Giulio Cesare Procaccini in città. Alla morte di Giulio Cesare, divenne il direttore dell'Accademia creata dai Procaccini.

## Opere
- Sant'Apollonia, 1623 circa, Milano, Duomo.
- Caduta di San Paolo, Pavia, Pinacoteca Malaspina.
- Profeta con angelo, 1640 circa, affresco, Milano, Sant'Ambrogio.
- Sposalizio della Vergine, 1640 circa, tela, Milano, San Vittore al Corpo.
- Morte di San Giuseppe, 1640 circa, tela, Milano, San Vittore al Corpo.
- Cena in casa del fariseo con San Carlo e Federico Borromeo, Milano, Arcivescovado.
- Cristo morto e le quattro Marie, 1650, tela, 191×140 cm, Milano, Azienda di Servizi alla Persona Golgi-Redaelli.
- San Giuseppe, San Bernardo, San Francesco d'Assisi e San Carlo Borromeo, Milano, San Giovanni in Laterano.
- Strage degli innocenti, tela, Varese, Basilica di San Vittore.
- Adorazione dei Magi, tela, Varese, Basilica di San Vittore.
- Ritrovamento del corpo del beato Laccioli, 1652-1654 circa, Milano, Santa Maria Incoronata.
- Storie della Passione, affresco, Milano, San Marco.
- Cristo e la Veronica, tela, Milano, San Marco.
- Negazione di Pietro, 1655 circa, tela, Abbiategrasso, San Pietro.
- Caduta di Simon Mago, 1655 circa, tela, Abbiategrasso, San Pietro.
- San Cristoforo, 1660, tela, Ossona, San Cristoforo.
- Giudizio di Salomone, tela, Milano, Pinacoteca di Brera.
- Salomone davanti a Davide, tela, Milano, Pinacoteca del Castello Sforzesco.
- Passaggio del Mar Rosso, 1664, ante d'organo, Lodi, Basilica Cattedrale di Santa Maria Assunta.
- Cristo inchiodato alla croce, 1665, tela, Milano, Chiesa dei Santi Nazaro e Celso alla Barona (dalla Pinacoteca di Brera).
- Adorazione del Bambino con Sant'Antonio da Padova, 1665 circa, tela, Somma Lombardo, Sant'Agnese.
- Martirio di Sant'Ippolito, ante 1667, tela, Milano, San Lorenzo.
- La Fama che porta in trionfo la Gloria, 1668, affresco, Brignano di Gera d'Adda, Palazzo Visconti.
- Decollazione di San Giovanni Battista, 1674, tela, Castelmarte, San Giovanni Evangelista.